# Vidor Andor
Vidor Andor, született Vidor Gyula Andor (Budapest, Terézváros, 1912. április 14. –  Ukrajna, 1943. március) magyar filmoperatőr, vágó. Nagybátyja Vajda László író, forgatókönyvíró, unokabátyja ifj. Vajda László (1906–1965) filmrendező, forgatókönyvíró.

## Élete
Budapesten, a Terézvárosban született Vidor (Weisz) Lajos (1882–1941) fogorvos és Weisz Blanka fiaként izraelita családban. Eiben István operatőr tanítványa volt. A zsidótörvények (1938) előtt több nagy játékfilm fényképezését bízták rá. A háború alatt ismeretlen helyen halt meg munkaszolgálatban. Tehetséges, sok reményre jogosult filmoperatőr volt.
1936. január 20-án házasságot kötött a Terézvárosban Mandl Sámuel és Ehrenfeld Szeréna lányával, Líviával.

## Filmjei

### Operatőr
- Halló, Budapest (1935)
- Havi 200 fix (1936)
- A titokzatos idegen (1936)
- Méltóságos kisasszony (1937)
- Hetenként egyszer láthatom (1937)
- Az én lányom nem olyan (1937)
- Segítség, örököltem! (1937)
- 120-as tempó (1937)
- Hotel Kikelet (1937)
- A kölcsönkért kastély (1937)
- Mai lányok (1937)
- A falu rossza (1937)
- Egy lány elindul (1937)

### Vágó
- 3 : 1 a szerelem javára (1937)

### Segédoperatőr
- Pardon, tévedtem! (1933, magyar-amerikai-német)
- Lila akác (1934)